# Loibegg
Loibegg (slow. Belovče) ist ein Dorf in der Gemeinde Eberndorf im Bezirk Völkermarkt in Kärnten (Österreich). Die Ortschaft hat 109 Einwohner (Stand: 2024), von denen laut Volkszählung 2001 zwischen 10 und 25 % der Volksgruppe der Kärntner Slowenen angehören.

## Geografische Lage
Loibegg liegt 3,17 km östlich von Eberndorf auf der Straße nach Globasnitz in der Gemeinde Eberndorf im Bezirk Völkermarkt.

## Vereine
- Dorfgemeinschaft Loibegg

## Bauwerke
- Filialkirche Loibegg

## Regelmäßige Veranstaltungen
- Kirchtag (letzter Sonntag im August)
- Nachkirchtag (letzter Montag im August)